# Liga dos Campeões da UEFA de Futebol Feminino de 2020–21
A Liga dos Campeões da UEFA de Futebol Feminino de 2020–21 será a 20ª edição da maior competição de clubes europeus de futebol feminino organizada pela UEFA. Será a 12ª edição desde que foi renomeada de Taça UEFA de Futebol Feminino para Liga dos Campeões de Futebol Feminino.  
A final será disputada em Gotemburgo, no Estádio Gamla Ullevi. 
As campeãs da Liga dos Campeões da UEFA de Futebol Feminino de 2020–21 estarão automaticamente na fase de grupos da Liga dos Campeões da UEFA de Futebol Feminino de 2021–22, cuja será a primeira edição com 16 equipes na fase de grupos.
O Lyon é o atual campeão, tendo vencido as cinco edições anteriores.

## Distribuição de vagas
O ranking das associações, com base nos coeficientes das equipes femininas da UEFA, é usado para determinar o número de equipes participantes de cada associação:
- Associações 1–12 qualificam dois times cada.
- Todas as outras associações, caso entrem, têm uma equipe qualificada.
- Os vencedores da Liga dos Campeões da UEFA de 2019-2020 recebem uma entrada adicional se não se qualificarem para a Liga dos Campeões da UEFA 2020-2021 através da sua liga nacional.

De acordo com informações publicadas pela UEFA em julho de 2019, 51 das 55 federações membro da UEFA organizam uma liga doméstica feminina a partir de 2019-20, com as exceções Andorra, Azerbaijão, Liechtenstein e San Marino.

### Ranking das associações
Para a Liga dos Campeões Feminina da UEFA 2020-2021, as federações recebem alocações de acordo com os coeficientes das equipes femininas da UEFA em 2019, o que leva em consideração o seu desempenho nas competições europeias de 2014–15 a 2018–19. Pela primeira vez há duas vagas para os Países Baixos e Cazaquistão.
| Rank | Association        | Coeff. | Teams |
| ---- | ------------------ | ------ | ----- |
| 1    | França             | 90.500 | 2     |
| 2    | Alemanha           | 77.500 | 2     |
| 3    | Inglaterra         | 53.500 | 2     |
| 4    | Suécia             | 53.500 | 2     |
| 5    | Espanha            | 28.500 | 2     |
| 6    | República Tchéquia | 52.000 | 2     |
| 7    | Dinamarca          | 39.000 | 2     |
| 8    | Itália             | 36.500 | 2     |
| 9    | Suíça              | 33.000 | 2     |
| 10   | Países Baixos      | 31.000 | 2     |
| 11   | Noruega            | 30.000 | 2     |
| 12   | Cazaquistão        | 26.000 | 2     |
| 13   | Rússia             | 26.000 | 1     |
| 14   | Escócia            | 24.500 | 1     |
| 15   | Islândia           | 21.000 | 1     |
| 16   | Lituânia           | 21.000 | 1     |
| 17   | Chipre             | 19.000 | 1     |
| 18   | Áustria            | 19.000 | 1     |
| 19   | Polônia            | 18.000 | 1     |

| Rank | Association          | Coeff. | Teams |
| ---- | -------------------- | ------ | ----- |
| 20   | Sérvia               | 13.500 | 1     |
| 21   | Belarus              | 12.500 | 1     |
| 22   | Bósnia e Herzegovina | 12.000 | 1     |
| 23   | Romênia              | 12.000 | 1     |
| 24   | Portuguesa           | 11.000 | 1     |
| 25   | Grécia               | 10.500 | 1     |
| 26   | Bélgica              | 10.500 | 1     |
| 27   | Hungria              | 10.500 | 1     |
| 28   | Ucrânia              | 10.000 | 1     |
| 29   | Finlândia            | 9.500  | 1     |
| 30   | Croácia              | 9.000  | 1     |
| 31   | Irlanda              | 8.500  | 1     |
| 32   | Eslovênia            | 8.000  | 1     |
| 33   | Turquia              | 7.500  | 1     |
| 34   | Albânia              | 5.500  | 1     |
| 35   | Bulgária             | 5.000  | 1     |
| 36   | Israel               | 5.000  | 1     |
| 37   | Estônia              | 4.500  | 1     |

| Rank | Association        | Coeff. | Teams |
| ---- | ------------------ | ------ | ----- |
| 38   | Eslováquia         | 3.000  | 1     |
| 39   | País de Gales      | 2.500  | 1     |
| 40   | Ilhas Faroe        | 2.500  | 1     |
| 41   | Irlanda do Norte   | 2.000  | 1     |
| 42   | Montenegro         | 1.500  | 1     |
| 43   | Malta              | 1.000  | 1     |
| 44   | Kosovo             | 1.000  | 1     |
| 45   | Letónia            | 1.000  | 1     |
| 46   | Moldávia           | 0.500  | 1     |
| 47   | Macedónia do Norte | 0.000  | 1     |
| 48   | Geórgia            | 0.000  | 1     |
| 49   | Luxemburgo         | 0.000  | 1     |
| NR   | Armênia            | —      | 1     |
| NR   | Azerbaijão         | —      | NE    |
| NR   | Gibraltar          | —      | NE    |
| NR   | Andorra            | —      | NL    |
| NR   | Liechtenstein      | —      | NL    |
| NR   | San Marino         | —      | NL    |

### Distribuição
Ao contrário da Liga dos Campeões masculina, nem toda associação possui um time, e então o número de equipes na fase qualificatória (disputadas em duas rodadas de empates unilaterais nesta temporada) e na fase mata-mata (a partir das oitavas de final, disputados em jogos de ida e volta com exceção da final) não podem ser determinados até que a lista completa de vagas seja conhecida.
| Rodada                                 | Times entrando nessa fase                                                                                     | Times que avançam da fase anterior           |
| -------------------------------------- | --- | -------------------------------------------- |
| Primeira pré-eliminatória (40 equipes) | - 38 campeões de associações 13 ou inferiores - 2 segundos classificados das associações 11-12                |                                              |
| Segunda pré-eliminatória (20 equipes)  | | - 20 vencedores da primeira pré-eliminatória |
| Fase mata-mata (32 times)              | - 12 campeões das associações 1–12 (incluindo o detentor do título Lyon) - Vice-campeões das associações 1–10 | - 10 vencedores da segunda pré-eliminatória  |

### Times
No início de abril de 2020, a UEFA anunciou que, devido à pandemia de COVID-19 na Europa, o prazo para entrada no torneio foi adiado até novo aviso. Em 17 de junho de 2020, a UEFA anunciou que as associações devem entrar em suas equipes até 10 de agosto de 2020. A temporada 2020–21 é a primeira em que as equipes devem obter uma licença de clube da UEFA para participar da Liga dos Campeões da UEFA.
Um total de 62 equipas de 50 das 55 federações-membro da UEFA participam da Liga dos Campeões da UEFA de Futebol Feminino de 2020–21.
Os espaços em parênteses mostra como cada time para o lugar de sua fase inicial:
- LC: Detentor do título da Liga dos Campeões
- 1º, 2º: Posições nas ligas nacionais da temporada passada
- Abd-: Posições nas ligas no momento do abandono da temporada devido à pandemia de COVID-19 na Europa como determinado pela associação nacional; todos os times estão sujeitos a aprovação da UEFA de acordo com as diretrizes para participação em competições europeias em resposta à pandemia do COVID-19[10].

| Rodada de entrada | Times                               | Times                                   | Times                               | Times                                |
| ----------------- | ----------------------------------- | --------------------------------------- | ----------------------------------- | ------------------------------------ |
| 16 avos de final  | LyonLC (Abd-1º)[Nota FRA]           | Paris Saint-German (Abd-2º)[Nota FRA]   | Wolfsburg (1º)                      | Bayern München (2º)                  |
| 16 avos de final  | Chelsea (Abd-1º)[Nota ENG]          | Manchester City (Abd-2º)[Nota ENG]      | Rosengård (1º)                      | Kopparbergs/Göteborg (2º)            |
| 16 avos de final  | Barcelona (Abd-1º)[Nota ESP]        | Atlético de Madrid (Abd-2º)[Nota ESP]   | Slavia Praha (Abd-1º)[Nota CZE]     | Sparta Praha (Abd-2º)[Nota CZE]      |
| 16 avos de final  | Fortuna Hjørring (1º)               | Brøndby IF (2º)                         | Juventus (Abd-1º)[Nota ITA]         | Fiorentina (Abd-2º)[Nota ITA]        |
| 16 avos de final  | Servette Chênois (Abd-1º)[Nota SUI] | Zürich (Abd-2º)[Nota SUI]               | PSV (Abd-1º)[Nota NED]              | Ajax (Abd-2º)[Nota NED]              |
| 16 avos de final  | LSK Knivver (1º)                    | BIIK Kazygurt (1º)                      |                                     |                                      |
| Fase eliminatória | Vålerenga Fotball (2º)              | Okzhetpes (2º)                          | CSKA Moscou (1º)                    | Glasgow City (1º)                    |
| Fase eliminatória | Valur (1º)                          | Gintra Universitetas (1º)               | Apollon Limassol (Abd-1º)[Nota CYP] | St. Pölten (Abd-1º)[Nota AUT]        |
| Fase eliminatória | GKS Górnik (Abd-1º)[Nota POL]       | ŽFK Spartak Subotica (Abd-1º)[Nota SRB] | FC Minsk (1º)                       | SFK 2000 (Abd-1º)[Nota BIH]          |
| Fase eliminatória | Olimpia Cluj (Abd-1º)[Nota ROU]     | Benfica (Abd-1º)[Nota POR]              | PAOK (Abd-1º)[Nota GRE]             | Anderlecht (Abd-1º)[Nota BEL]        |
| Fase eliminatória | Ferencvárosi (Abd-1º)[Nota HUN]     | Zhytlobud-2 Kharkiv (1º)                | HJK (1º)                            | Split (1º)                           |
| Fase eliminatória | Peamount United (1º)                | Pomurje (Abd-1º)[Nota SVN]              | ALG Spor (Abd-1º)[Nota TUR]         | Vllaznia (1º)                        |
| Fase eliminatória | NSA Sofia (1º)                      | Ramat HaSharon (Abd-1º)[Nota ISR]       | Flora (1º)                          | Slovan Bratislava (Abd-1º)[Nota SVK] |
| Fase eliminatória | Swansea City (Abd-1º)[Nota WAL]     | KÍ (1º)                                 | Linfield (1º)                       | Breznica (Abd-1º)[Nota MNE]          |
| Fase eliminatória | Birkirkara (Abd-1º)[Nota MLT]       | Mitrovica (Abd-1º)[Nota KOS]            | Dinamo Riga (2º)[Nota LAT]          | Agarista-ȘS (Abd-1º)[Nota MDA]       |
| Fase eliminatória | Kamenica-Sasa (Abd-1º)[Nota MKD]    | Lanchkhuti (1º)                         | Racing FC (Abd-1º)[Nota LUX]        | Alashkert (Abd-1º)[Nota ARM]         |

Notas
- Armênia (ARM)^ : O Campeonato Armênio de Futebol Feminino de 2019–20 foi abandonado devido à pandemia de COVID-19 na Armênia.[33] O vencedor do playoff entre as duas primeiras equipes no momento do abandono, o Alashkert (que foi declarado campeão), foi selecionado para jogar na Liga dos Campeões da UEFA 2020–21 pela Federação de Futebol da Armênia.[34]
- Áustria (AUT)^ : A ÖFB-Frauenliga de 2019–20 foi abandonada devido à pandemia de COVID-19 na Áustria.[35] A equipe que liderava a liga no momento do abandono, o St. Pölten, foi selecionada para jogar na Liga dos Campeões da UEFA 2020–21 pela Federação Austríaca de Futebol.[36]
- Bélgica (BEL)^ : A Vrouwenvoetbal Super League de 2019–20 foi abandonada devido à pandemia de COVID-19 na Bélgica.[37] A equipe que liderava a liga no momento do abandono, o Anderlecht (que foi declarado campeão), foi selecionada para jogar na Liga dos Campeões da UEFA 2020–21 pela Real Associação Belga de Futebol.[38]
- Bósnia e Herzegovina (BIH)^ : O Campeonato Bósnio de Futebol Feminino de 2019–20 foi abandonado devido à pandemia de COVID-19 na Bósnia e Herzegovina.[39] A equipe que liderava a liga no momento do abandono, o SFK 2000 (que foi declarado campeão), foi selecionada para jogar na Liga dos Campeões da UEFA 2020–21 pela Associação de Futebol da Bósnia e Herzegovina.[40]
- Chipre (CYP)^ : O Campeonato Cipriota de Futebol Feminino de 2019–20 foi abandonado devido à pandemia de COVID-19 no Chipre.[41]  A equipe que liderava a liga no momento do abandono, o Apollon, foi selecionada para jogar na Liga dos Campeões da UEFA 2020–21 pela Associação de Futebol do Chipre.[42]
- Eslováquia (SVK)^ : O Campeonato Eslovaco Feminino de 2019–20 foi abandonado devido à pandemia de COVID-19 na Eslováquia[43]. A equipe que liderava a liga no momento do abandono, o Slovan Bratislava, foi selecionada para jogar na Liga dos Campeões da UEFA 2020–21 pela Associação Eslovaca de Futebol.[44]
- Eslovênia (SVN)^ : A 1. SŽNL de 2019–20 foi abandonada devido à pandemia de COVID-19 na Eslovênia.[45] A equipe que liderava a liga no momento do abandono, o Pomurje, foi selecionada para jogar na Liga dos Campeões da UEFA 2020–21 pela Associação de Futebol da Eslovênia.[46]
- Espanha (ESP)^ : A Primera División de 2019–20 foi abandonada devido à pandemia de COVID-19 na Espanha.[47]  As primeiras duas equipes que lideravam a liga no momento do abandono, o Barcelona (que foi declarado campeão) e o Atlético de Madrid, foram selecionadas para jogarem na Liga dos Campeões da UEFA 2020–21 pela Real Federação Espanhola de Futebol.[48]
- França (FRA)^ : A Division 1 Féminine de 2019–20 foi abandonada devido à pandemia de COVID-19 na França.[49] As primeiras duas equipes que lideravam a liga no momento do abandono, o Lyon (que foi declarado campeão) e o Paris Saint-Germain, foram selecionadas para jogarem na Liga dos Campeões da UEFA 2020–21 pela Federação Francesa de Futebol.[50]
- Grécia (GRE)^ : A Panelinio Protathlima de 2019–20 foi abandonada devido à pandemia de COVID-19 na Grécia. A equipe que liderava a liga no momento do abandono, o PAOK (que foi declarado campeão), foi selecionada para jogar na Liga dos Campeões da UEFA 2020–21 pela Federação Helênica de Futebol.[51]
- Hungria (HUN)^ : A Női NB I de 2019–20 foi abandonada devido à pandemia de COVID-19 na Hungria. O vencedor do playoff entre as duas primeiras equipes da liga após 13 rodadas (incluindo uma partida atrasada após o período de abandono), Ferencvárosi, foi selecionado para jogar na Liga dos Campeões da UEFA 2020–21 pela Federação Húngara de Futebol.[52]
- Inglaterra (ENG)^ : A FA Women's Super League de 2019–20 foi abandonada devido à pandemia de COVID-19 na Inglaterra.[53] As duas melhores equipes da liga no momento do abandono, com base no número médio de pontos por partida disputada para cada equipe, Chelsea (que foi declarado campeão) e Manchester City, foram selecionadas para jogarem na Liga dos Campeões da UEFA 2020–21 pela The Football Association.[54]
- Israel (ISR)^ : A Ligat Nashim de 2019–20 foi abandonada devido à pandemia de COVID-19 em Israel.[55] A equipe que liderava a liga no momento do abandono, o Ramat HaSharon (que foi declarado campeão), foi selecionada para jogar na Liga dos Campeões da UEFA 2020–21 pela Associação de Futebol de Israel.[56]
- Itália (ITA)^ : A Serie A Femminile de 2019–20 foi abandonada devido à pandemia de COVID-19 na Itália.[57] As primeiras duas equipes que lideravam a liga no momento do abandono, a Juventus (que foi declarada campeã) e a Fiorentina, foram selecionadas para jogarem na Liga dos Campeões da UEFA 2020–21 pela Federação Italiana de Futebol.[58]
- Kosovo (KOS)^ : O Campeonato Kosovar de Futebol Feminino de 2019 foi abandonado devido à pandemia de COVID-19 no Kosovo. O vencedor do playoff entre as duas primeiras equipes da liga no momento do abandono, o Mitrovica, foi selecionada para jogar na Liga dos Campeões da UEFA 2020–21 pela Federação Kosovar de Futebol.[59]
- Letônia (LAT)^ : O Dinamo Riga, campeão do Campeonato Letão Feminino de 2019,[60] decidiu não jogar o Campeonato Letão Feminino de 2020 e a Liga dos Campeões Feminina da UEFA 2020-21.[61] Como resultado, o Rīgas FS, segundo colocado, qualificou-se para a Liga dos Campeões Feminina da UEFA 2020-21.
- Luxemburgo (LUX)^ : A Dames Ligue 1 de 2019–20 foi abandonada devido à pandemia de COVID-19 em Luxemburgo.[62] A equipe que liderava a liga no momento do abandono, o Racing FC, foi selecionada para jogar na Liga dos Campeões da UEFA 2020–21 pela Federação de Futebol de Luxemburgo.[63]
- Macedônia do Norte (MKD)^ : A Prva ŽFL de 2019–20 foi abandonada devido à pandemia de COVID-19 na Macedônia do Norte.[64] A equipe que liderava a liga no momento do abandono, o Kamenica-Sasa (que foi declarado campeão), foi selecionada para jogar na Liga dos Campeões da UEFA 2020–21 pela Federação de Futebol da Macedônia do Norte.[65]
- Malta (MLT)^ :  O Campeonato Maltês de Futebol Feminino de 2019–20 foi abandonado devido à pandemia de COVID-19 em Malta.[66] A equipe que liderava a liga no momento do abandono, o Birkirkara (que foi declarado campeão), foi selecionada para jogar na Liga dos Campeões da UEFA 2020–21 pela Associação de Futebol de Malta.[67]
- Montenegro (MNE)^ : O Campeonato Montenegrino de Futebol Feminino de 2019–20 foi abandonado devido à pandemia de COVID-19 em Montenegro.[68] A equipe que liderava a liga no momento do abandono, o Breznica (que já havia sido declarada campeã antecipadamente[69]), foi selecionada para jogar na Liga dos Campeões da UEFA 2020–21 pela Associação de Futebol do Montenegro.[68]
- Moldávia (MDA)^ : O Campeonato Moldavo de Futebol Feminino de 2019–20 foi abandonado devido à pandemia de COVID-19 na Moldávia. A equipe que liderava a liga no momento do abandono, o Agarista-ȘS (que foi declarado campeão), foi selecionada para jogar na Liga dos Campeões da UEFA 2020–21 pela Federação de Futebol da Moldávia.[70]
- País de Gales (WAL)^ : A Welsh Premier Women's League de 2019–20 foi abandonada devido à pandemia de COVID-19 no País de Gales. A equipe que liderava a liga no momento do abandono, com base no número médio de pontos por partida disputada para cada equipe, o Swansea City (que foi declarado campeão), foi selecionada para jogar na Liga dos Campeões da UEFA 2020–21 pela Associação de Futebol do País de Gales.[71]
- Países Baixos (NED)^ : A Eredivisie Feminina de 2019–20 foi abandonada devido à pandemia de COVID-19 nos Países Baixos.[72] As primeiras duas equipes que lideravam a liga no momento do abandono, o PSV e o Ajax, foram selecionadas para jogarem na Liga dos Campeões da UEFA 2020–21 pela Real Associação de Futebol dos Países Baixos.[73]
- Polônia (POL)^ : A Ekstraliga de 2019–20 foi abandonada devido à pandemia de COVID-19 na Polônia. A equipe que liderava a liga no momento do abandono, o GKS Górnik (que foi declarado campeão), foi selecionada para jogar na Liga dos Campeões da UEFA 2020–21 pela Associação Polonesa de Futebol.[74]
- Portugal (POR)^ : O Campeonato Nacional de Futebol Feminino de 2019–20 foi abandonado devido à pandemia de COVID-19 em Portugal.[75] A equipe que liderava a liga no momento do abandono, o Benfica, foi selecionada para jogar na Liga dos Campeões da UEFA 2020–21 pela Federação Portuguesa de Futebol.[76]
- República Tchéquia (CZE)^ : O Campeonato Tcheco de Futebol Feminino de 2019–20 foi abandonado devido à pandemia de COVID-19 na República Tchéquia.[77] As primeiras duas equipes que lideravam a liga no momento do abandono, o Slavia Praha (que foi declarado campeão) e o Sparta Praha, foram selecionadas para jogar na Liga dos Campeões da UEFA 2020–21 pela Associação de Futebol da República Tchéquia.[78]
- Romênia (ROU)^ : A Liga I de 2019–20 foi abandonada devido à pandemia de COVID-19 na Romênia. A equipe que liderava a liga no momento do abandono, o Olimpia Cluj, foi selecionada para jogar na Liga dos Campeões da UEFA 2020–21 pela Federação Romena de Futebol.[79]
- Sérvia (SRB)^ : A Super Liga Feminina da Sérvia de 2019–20 foi abandonada devido à pandemia de COVID-19 na Sérvia.[80] A equipe que liderava a liga no momento do abandono, o ŽFK Spartak Subotica (que foi declarado campeão), foi selecionada para jogar na Liga dos Campeões da UEFA 2020–21 pela Associação de Futebol da Sérvia.[81]
- Suíça (SUI)^ : A Nationalliga A de 2019–20 foi abandonada devido à pandemia de COVID-19 na Suíça.[82] As primeiras duas equipes que lideravam a liga no momento do abandono, o Servette Chênois e o Zürich, foram selecionadas para jogarem na Liga dos Campeões da UEFA 2020–21 pela Associação Suíça de Futebol.[83]
- Turquia (TUR)^ : O Campeonato Turco de Futebol Feminino de 2019–20 foi abandonado devido à pandemia de COVID-19 na Turquia.[84] A equipe que liderava a liga no momento do abandono, o ALG Spor (que foi declarado campeão), foi selecionada para jogar na Liga dos Campeões da UEFA 2020–21 pela Federação Turca de Futebol.[85]

## Calendário
O cronograma provisório da competição é o seguinte (todos os sorteios são realizados na sede da UEFA em Nyon, Suíça). O torneio teria começado originalmente em agosto de 2020, mas foi adiado para outubro devido à pandemia de COVID-19 na Europa. No entanto, devido à contínua pandemia na Europa, a UEFA anunciou um novo formato e calendário em 16 de setembro de 2020. Em vez de minitorneios, as pré-eliminatórias serão disputadas em duas rodadas de jogos eliminatórios.
| Fase           | Rodada              | Data do sorteio         | Jogo de ida                                    | Jogo de volta                                  |
| -------------- | ------------------- | ----------------------- | ---------------------------------------------- | ---------------------------------------------- |
| Qualificatória | 1ª pré-eliminatória | 22 de outubro de 2020   | 3-4 de novembro de 2020                        | 3-4 de novembro de 2020                        |
| Qualificatória | 2ª pré-eliminatória | 6 de novembro de 2020   | 18-19 de novembro de 2020                      | 18-19 de novembro de 2020                      |
| Mata-Mata      | 16 avos de final    | 24 de novembro de 2020  | 8–9 de dezembro de 2020                        | 15–16 de dezembro de 2020                      |
| Mata-Mata      | Oitavas de finais   | 16 de fevereiro de 2021 | 3–4 de março de 2021                           | 10–11 de março de 2021                         |
| Mata-Mata      | Quartas de finais   | 12 de março de 2021     | 23–24 de março de 2021                         | 31 de março – 1 de abril de 2021               |
| Mata-Mata      | Semifinais          | 12 de março de 2021     | 24–25 de abril de 2021                         | 1–2 de maio de 2021                            |
| Mata-Mata      | Final               | 12 de março de 2021     | 16 de maio de 2021 no Gamla Ullevi, Gotemburgo | 16 de maio de 2021 no Gamla Ullevi, Gotemburgo |

O cronograma original da competição, conforme planejado antes da pandemia, e o cronograma anunciado em junho de 2020, sob o formato original, eram os seguintes:
| Fase           | Rodada              | Data do sorteio        | Jogo de ida                                    | Jogo de volta                                  |
| -------------- | ------------------- | ---------------------- | ---------------------------------------------- | ---------------------------------------------- |
| Qualificatória | Fase Qualificatória | 19 de junho de 2020    | 12, 15 e 18 de agosto de 2020                  | 12, 15 e 18 de agosto de 2020                  |
| Mata-Mata      | 16 avos de final    | 21 de agosto de 2020   | 7–8 de outubro de 2020                         | 14–15 de outubro de 2020                       |
| Mata-Mata      | Oitavas de finais   | 19 de outubro de 2020  | 11–12 de novembro de 2020                      | 18–19 de novembro de 2020                      |
| Mata-Mata      | Quartas de finais   | 27 de novembro de 2020 | 23–24 de março de 2021                         | 31 de março – 1 de abril de 2021               |
| Mata-Mata      | Semifinais          | 27 de novembro de 2020 | 24–25 de abril de 2021                         | 1–2 de maio de 2021                            |
| Mata-Mata      | Final               | 27 de novembro de 2020 | 16 de maio de 2021 no Gamla Ullevi, Gotemburgo | 16 de maio de 2021 no Gamla Ullevi, Gotemburgo |

| Fase           | Rodada              | Data do sorteio  | Jogo de ida                                    | Jogo de volta                                  |
| -------------- | ------------------- | ---------------- | ---------------------------------------------- | ---------------------------------------------- |
| Qualificatória | Fase Qualificatória | Setembro de 2020 | 7, 10 e 13 de outubro de 2020                  | 7, 10 e 13 de outubro de 2020                  |
| Mata-Mata      | 16 avos de final    | a definir        | 11–12 de novembro de 2020                      | 18–19 de novembro de 2020                      |
| Mata-Mata      | Oitavas de finais   | a definir        | 3–4 de março de 2021                           | 10–11 de março de 2021                         |
| Mata-Mata      | Quartas de finais   | a definir        | 23–24 de março de 2021                         | 31 de março – 1 de abril de 2021               |
| Mata-Mata      | Semifinais          | a definir        | 24–25 de abril de 2021                         | 1–2 de maio de 2021                            |
| Mata-Mata      | Final               | a definir        | 16 de maio de 2021 no Gamla Ullevi, Gotemburgo | 16 de maio de 2021 no Gamla Ullevi, Gotemburgo |

## Efeitos da pandemia de COVID-19
Devido à pandemia de COVID-19 na Europa , as seguintes regras especiais são aplicáveis à competição:
- Se houver restrições de viagem relacionadas à pandemia de COVID-19 que impeçam o time visitante de entrar no país do time da casa ou de retornar ao seu próprio país, a partida pode ser jogada em um país neutro ou no país do time de fora que permita a partida;
- Se uma equipe se recusar a jogar ou for considerada responsável por uma partida não realizada, ela será considerada desistente. Se ambas as equipes se recusarem a jogar ou forem consideradas responsáveis por uma partida não realizada, ambas as equipes são desclassificadas;
- Se uma equipa tiver jogadores e/ou dirigentes com resultados positivos para o coronavírus SARS-2, impedindo-os de jogar o jogo antes do prazo estipulado pela UEFA, é considerado que perderam o jogo.

Em 24 de setembro de 2020, a UEFA anunciou que cinco substituições seriam permitidas, com uma sexta permitida na prorrogação. Porém, cada equipe tem apenas três oportunidades de fazer substituições durante as partidas, com uma quarta chance na prorrogação, excluindo as substituições feitas ao intervalo, antes do início da prorrogação e ao intervalo da prorrogação. Consequentemente, um máximo de doze jogadores podem ser listados no banco de reservas.

## Rodadas de qualificação

### Primeira pré-eliminatória
O sorteio para a primeira rodada de qualificação foi realizado em 22 de outubro de 2020. As partidas foram disputadas nos dias 3 e 4 de novembro de 2020.
| Equipe 1             | Resultado   | Equipe 2          |
| -------------------- | ----------- | ----------------- |
| CSKA Moscou          | 2–0         | Flora             |
| FC Minsk             | 3–0         | Dinamo Riga       |
| ŽFK Spartak Subotica | 4–0         | Agarista-ȘS       |
| Pomurje              | 3–0         | Breznica          |
| Zhytlobud-2 Kharkiv  | 9–0         | Alashkert         |
| Okzhetpes            | 1–2 (pro)   | Lanchkhuti        |
| Valur                | 3–0         | HJK               |
| Vålerenga Fotball    | 7–0         | KÍ                |
| GKS Górnik           | 4–1         | Split             |
| Apollon Limassol     | 3–0         | Swansea City      |
| Gintra Universitetas | 4–0         | Slovan Bratislava |
| Ferencvárosi         | 6–1         | Racing FC         |
| St. Pölten           | 2–0         | Mitrovica         |
| NSA Sofia            | 3–1         | Kamenica-Sasa     |
| Anderlecht           | 8–0         | Linfield          |
| Glasgow City         | 0–0 (6–5 p) | Peamount United   |
| PAOK                 | 1–3         | Benfica           |
| Olimpia Cluj         | 2–1         | Birkirkara        |
| Vllaznia             | 3–3 (3–2 p) | ALG Spor          |
| SFK 2000             | 4–0         | Ramat HaSharon    |

### Segunda pré-eliminatória
O sorteio para a segunda rodada de qualificação foi realizado em 6 de novembro de 2020. As partidas foram disputadas nos dias 18 e 19 de novembro de 2020.
| Equipe 1             | Resultado   | Equipe 2             |
| -------------------- | ----------- | -------------------- |
| GKS Górnik           | 2–1         | Apollon Limassol     |
| Gintra Universitetas | 0–7         | Vålerenga Fotball    |
| Pomurje              | 4–1         | Ferencvárosi         |
| Anderlecht           | 1–2         | Benfica              |
| NSA Sofia            | 0–7         | ŽFK Spartak Subotica |
| SFK 2000             | 0–2         | Zhytlobud-2 Kharkiv  |
| Valur                | 1–1 (3–4 p) | Glasgow City         |
| St. Pölten           | 1–0         | CSKA Moscou          |
| Vllaznia             | 0–2         | FC Minsk             |
| Olimpia Cluj         | 0–1         | Lanchkhuti           |

## Fase final

### Confrontos
| 16 avos-de-final     | 16 avos-de-final | 16 avos-de-final | 16 avos-de-final |  |                    | Oitavas-de-final   | Oitavas-de-final | Oitavas-de-final | Oitavas-de-final |  |  | Quartas-de-final        | Quartas-de-final | Quartas-de-final | Quartas-de-final |  |  | Semifinais         | Semifinais | Semifinais | Semifinais |  |  | Final     | Final |
|                      |                  |                  |                  |  |                    |                    |                  |                  |                  |  |  |                         |                  |                  |                  |  |  |                    |            |            |            |  |  |           |       |
| Zhytlobud-2 Kharkiv  | 2                | 0                | 2                |  |                    |                    |                  |                  |                  |  |  |                         |                  |                  |                  |  |  |                    |            |            |            |  |  |           |       |
| BIIK Kazygurt (gf)   | 1                | 1                | 2                |  |                    | BIIK Kazygurt      | 1                | 0                | 1                |  |  |                         |                  |                  |                  |  |  |                    |            |            |            |  |  |           |       |
| Ajax                 | 1                | 0                | 1                |  | Bayern München     | 6                  | 3                | 9                |                  |  |  |                         |                  |                  |                  |  |  |                    |            |            |            |  |  |           |       |
| Bayern München       | 3                | 3                | 6                |  |                    |                    |                  |                  |                  |  |  | Bayern München          | 3                | 1                | 4                |  |  |                    |            |            |            |  |  |           |       |
| Lanchkhuti           | 0                | 0                | 0                |  |                    |                    |                  |                  |                  |  |  | Rosengård               | 0                | 0                | 0                |  |  |                    |            |            |            |  |  |           |       |
| Rosengård            | 7                | 10               | 17               |  |                    | Rosengård          | 2                | 2                | 4                |  |  |                         |                  |                  |                  |  |  |                    |            |            |            |  |  |           |       |
| St. Pölten           | 2                | 1                | 3                |  | St. Pölten         | 2                  | 0                | 2                |                  |  |  |                         |                  |                  |                  |  |  |                    |            |            |            |  |  |           |       |
| Zürich               | 0                | 0                | 0                |  |                    |                    |                  |                  |                  |  |  |                         |                  |                  |                  |  |  | Bayern München     | 2          | 1          | 3          |  |  |           |       |
| Benfica              | 0                | 0                | 0                |  |                    |                    |                  |                  |                  |  |  |                         |                  |                  |                  |  |  | Chelsea            | 1          | 4          | 5          |  |  |           |       |
| Chelsea              | 5                | 3                | 8                |  |                    | Chelsea            | 2                | 1                | 3                |  |  |                         |                  |                  |                  |  |  |                    |            |            |            |  |  |           |       |
| Servette Chênois     | 2                | 0                | 2                |  | Atlético de Madrid | 0                  | 1                | 1                |                  |  |  |                         |                  |                  |                  |  |  |                    |            |            |            |  |  |           |       |
| Atlético de Madrid   | 4                | 5                | 9                |  |                    |                    |                  |                  |                  |  |  | Chelsea                 | 2                | 3                | 5                |  |  |                    |            |            |            |  |  |           |       |
| ŽFK Spartak Subotica | 0                | 0                | 0                |  |                    |                    |                  |                  |                  |  |  | Wolfsburg               | 1                | 0                | 1                |  |  |                    |            |            |            |  |  |           |       |
| Wolfsburg            | 5                | 2                | 7                |  |                    | Wolfsburg          | 2                | 2                | 4                |  |  |                         |                  |                  |                  |  |  |                    |            |            |            |  |  |           |       |
| FC Minsk             | 0                | 1                | 1                |  | LSK Knivver        | 0                  | 0                | 0                |                  |  |  |                         |                  |                  |                  |  |  |                    |            |            |            |  |  |           |       |
| LSK Knivver          | 2                | 0                | 2                |  |                    |                    |                  |                  |                  |  |  |                         |                  |                  |                  |  |  |                    |            |            |            |  |  | Chelsea   | 0     |
| GKS Górnik           | 0                | 1                | 1                |  |                    |                    |                  |                  |                  |  |  |                         |                  |                  |                  |  |  |                    |            |            |            |  |  | Barcelona | 4     |
| Paris Saint-German   | 2                | 6                | 8                |  |                    | Paris Saint-German | 5                | 0                | 5                |  |  |                         |                  |                  |                  |  |  |                    |            |            |            |  |  |           |       |
| Sparta Praha         | 2                | 1                | 3                |  | Sparta Praha       | 0                  | 3                | 3                |                  |  |  |                         |                  |                  |                  |  |  |                    |            |            |            |  |  |           |       |
| Glasgow City         | 1                | 0                | 1                |  |                    |                    |                  |                  |                  |  |  | Paris Saint-German (gf) | 0                | 2                | 2                |  |  |                    |            |            |            |  |  |           |       |
| Juventus             | 2                | 0                | 2                |  |                    |                    |                  |                  |                  |  |  | Lyon                    | 1                | 1                | 2                |  |  |                    |            |            |            |  |  |           |       |
| Lyon                 | 3                | 3                | 6                |  |                    | Lyon               | 2                | 3                | 5                |  |  |                         |                  |                  |                  |  |  |                    |            |            |            |  |  |           |       |
| Vålerenga Fotball    |                  |                  | 1 (4)            |  | Brøndby IF         | 0                  | 1                | 1                |                  |  |  |                         |                  |                  |                  |  |  |                    |            |            |            |  |  |           |       |
| Brøndby IF (p)       |                  |                  | 1 (5)            |  |                    |                    |                  |                  |                  |  |  |                         |                  |                  |                  |  |  | Paris Saint-German | 1          | 1          | 2          |  |  |           |       |
| PSV                  | 1                | 1                | 2                |  |                    |                    |                  |                  |                  |  |  |                         |                  |                  |                  |  |  | Barcelona          | 1          | 2          | 3          |  |  |           |       |
| Barcelona            | 4                | 4                | 8                |  |                    | Barcelona          | 4                | 5                | 9                |  |  |                         |                  |                  |                  |  |  |                    |            |            |            |  |  |           |       |
| Pomurje              | 0                | 2                | 2                |  | Fortuna Hjørring   | 0                  | 0                | 0                |                  |  |  |                         |                  |                  |                  |  |  |                    |            |            |            |  |  |           |       |
| Fortuna Hjørring     | 3                | 3                | 6                |  |                    |                    |                  |                  |                  |  |  | Barcelona               | 3                | 1                | 4                |  |  |                    |            |            |            |  |  |           |       |
| Kopparbergs/Göteborg | 1                | 0                | 1                |  |                    |                    |                  |                  |                  |  |  | Manchester City         | 0                | 2                | 2                |  |  |                    |            |            |            |  |  |           |       |
| Manchester City      | 2                | 3                | 5                |  |                    | Manchester City    | 3                | 5                | 8                |  |  |                         |                  |                  |                  |  |  |                    |            |            |            |  |  |           |       |
| Fiorentina           | 2                | 1                | 3                |  | Fiorentina         | 0                  | 0                | 0                |                  |  |  |                         |                  |                  |                  |  |  |                    |            |            |            |  |  |           |       |
| Slavia Praha         | 2                | 0                | 2                |  |                    |                    |                  |                  |                  |  |  |                         |                  |                  |                  |  |  |                    |            |            |            |  |  |           |       |

Nota: O esquema usado acima é usado somente para uma visualização melhor dos confrontos. Todos os confrontos desta fase são sorteados e não seguem a ordem mostrada.